# Mahō shōjo
Mahō shōjo (魔法少女?  "magisk flicka"; även romaniserat som maho shojo eller mahou shoujo) är en japansk genreterm för manga/anime med flickor med övernaturliga krafter i huvudrollen. Internationellt mest känd är Sailor Moon, som lanserades internationellt under 1990-talet. Först lär dock Mahotsukai Sally (1966) ha varit.

## Exempel på mahō shōjo-serier
- Ojamajo Doremi
- Mahotsukai Sally
- Mahou no Princess Minky Momo
- Akazukin Chacha
- Sailor Moon
- Cardcaptor Sakura
- Moetan
- Sugar Sugar Rune
- Puella Magi Madoka Magica[1]
- Magical lyrical girl Nanoha
- Cutie Honey
- Princess Tutu

## Mahō shōjo-pseudomangor
- W.i.t.c.h.
- Winx Club

## Kända figurer i Magical Girls
- Kiki från Kikis expressbud
- Sailor moon från Sailor Moon
- Sakura Kimomoto från Cardcaptor Sakura
- Doremi Harukaze och Hazuki Fujiwara från Ojamajo Doremi